# Одоевский, Фёдор Никитич
Фёдор Ники́тич Одо́евский (ум. 18 июля 1656) — князь, голова, воевода и наместник, ближний боярин из княжеского рода Одоевских.
Сын ближнего боярина, князя Никиты Ивановича Одоевского и Евдокии Фёдоровны Шереметевой.

## Биография
Исходя из даты рождения отца, мог родиться в 1620-е годы. Числится в списке списке стольников с 1640 года. На протяжении нескольких лет служил при дворе, где участвовал в дипломатических отношениях с иноземными послами, сопровождал царя в поездках по государству. На начальном этапе русско-польской войны 1654—1667 голова у первой сотни стольников. Ходил из Вязьмы под Красное на неприятеля. 15 апреля 1655 года после взятия Смоленска, там же, пожалован в бояре и отправлен в Астрахань. Миссия Одоевского заключалась в сборе ратных людей и калмыков для похода против крымских татар, которые угрожали сорвать наступление на Речь Посполитую. Моровое поветрие в Астрахани не позволило совершить этот поход. Крымским татарам удалось двинуться на Малороссию, оттянуть на себя русско-казацкие силы, осаждавшие Львов и сразиться с ними в битве под Озёрной.
В 1656 году участвовал в царском походе в Прибалтику. Пожалован наместником псковским и вызван в Вильну для участия в заключении с поляками Виленского перемирия.
Владел поместьями и вотчинами в Московском и Шацком уездах.
Умер в Полоцке в результате болезни 18 июля 1656 года. Тело его было перевезено в Москву и погребено под Троицким собором в Троице-Сергиевой лавре.

## Семья
Женат на дочери князя Ивана Михайловича Катырева-Ростовского — Софье Ивановне, двоюродной сестре царя Алексея Михайловича. Умерла 23 июня 1676 года, похоронена в Троице-Сергиевой лавре.
Сыновья:
- Степан (ум. 1666) — стольник.
- Василий (ум. 1686) — боярин и дворецкий (1680), управлял различными приказами.